# Линия Пелем, Ай-ар-ти
Pelham Line — линия дивизиона IRT Нью-Йоркского метро.
Линия проходит по району Бронкс. Линия подземная на участке Третья авеню — 138-я улица — Хантс-Пойнт-авеню, эстакадная на участке Уитлок-авеню — Пелем-Бей-парк.
Линия обслуживается маршрутами 6 (круглосуточно) и <6> (в будни днём в пиковом направлении).
Линия трёхпутная на всём протяжении, средний путь на большей части линии используется маршрутами экспресса.

## Список станций
Проходящие по линии маршруты в зависимости от дня недели и времени суток
| Пелем-Бей-парк — Касл-Хилл-авеню               | День    | Остальное время |
| ---------------------------------------------- | ------- | --------------- |
| Экспресс-путь                                  | —       | —               |
| Локальные пути                                 | 6 · <6> | 6               |
| — в пиковом направлении; — в обратном пиковому |         |                 |

| Паркчестер — Третья авеню — 138-я улица        | День | Остальное время |
| ---------------------------------------------- | ---- | --------------- |
| Экспресс-путь                                  | <6>  | —               |
| Локальные пути                                 | 6    | 6               |
| — в пиковом направлении; — в обратном пиковому |      |                 |

Станции на линии
| Условные обозначения |
| для дней и часов работы маршрутов (более точно указано во всплывающих подсказках при этих обозначениях): |
| --- |
| круглосуточно круглосуточно, кроме ночи круглосуточно, кроме будней днём (либо часов пик) в пиковом направлении в будни днём (и, возможно, вечером) в будни круглосуточно в часы пик в будни днём (либо в часы пик) в пиковом направлении в будни днём (либо в часы пик) в направлении, обратном пиковому в выходные ночью ночью и в выходные (и, возможно, вечером) нет движения поездов |

| Станция | Доступ для людей с ограниченными возможностями                                  | Тип (по данным MTA)                                                             | Пути у платформ                                                                 | Дата открытия                                                                   | Маршруты | Пересадки |
| --- | ------------------------------------------------------------------------------- | ------------------------------------------------------------------------------- | ------------------------------------------------------------------------------- | ------------------------------------------------------------------------------- | --- | --- |
| Линия начинается |                                                                                 |                                                                                 |                                                                                 |                                                                                 | | |
| Пелем-Бей-парк | Доступность для маломобильных групп населения                                   | эстакадная                                                                      | все                                                                             | 24 октября 1920                                                                 | 6 — круглосуточно, кроме будней днём в пиковом направлении · 6 — круглосуточно, кроме будней днём в пиковом направлении · <6> — в будни днём в пиковом направлении · <6> — в будни днём в пиковом направлении | |
| Бьюр-авеню |                                                                                 | эстакадная                                                                      | лок.                                                                            | 24 октября 1920                                                                 | 6 — круглосуточно, кроме будней днём в пиковом направлении · 6 — круглосуточно, кроме будней днём в пиковом направлении · <6> — в будни днём в пиковом направлении · <6> — в будни днём в пиковом направлении | |
| Мидлтаун-роуд |                                                                                 | эстакадная                                                                      | лок.                                                                            | 24 октября 1920                                                                 | 6 — круглосуточно, кроме будней днём в пиковом направлении · 6 — круглосуточно, кроме будней днём в пиковом направлении · <6> — в будни днём в пиковом направлении · <6> — в будни днём в пиковом направлении | |
| Уэстчестер-сквер — Ист-Тремонт-авеню | Доступность для маломобильных групп населения                                   | эстакадная                                                                      | лок.                                                                            | 24 октября 1920                                                                 | 6 — круглосуточно, кроме будней днём в пиковом направлении · 6 — круглосуточно, кроме будней днём в пиковом направлении · <6> — в будни днём в пиковом направлении · <6> — в будни днём в пиковом направлении | |
| Зерига-авеню |                                                                                 | эстакадная                                                                      | лок.                                                                            | 24 октября 1920                                                                 | 6 — круглосуточно, кроме будней днём в пиковом направлении · 6 — круглосуточно, кроме будней днём в пиковом направлении · <6> — в будни днём в пиковом направлении · <6> — в будни днём в пиковом направлении | |
| Касл-Хилл-авеню |                                                                                 | эстакадная                                                                      | лок.                                                                            | 24 октября 1920                                                                 | 6 — круглосуточно, кроме будней днём в пиковом направлении · 6 — круглосуточно, кроме будней днём в пиковом направлении · <6> — в будни днём в пиковом направлении · <6> — в будни днём в пиковом направлении | |
| Паркчестер |                                                                                 | эстакадная                                                                      | все                                                                             | 30 мая 1920                                                                     | 6 — круглосуточно · 6 — круглосуточно · <6> — в будни днём в пиковом направлении · <6> — в будни днём в пиковом направлении | |
| Сент-Лоренс-авеню |                                                                                 | эстакадная                                                                      | лок.                                                                            | 30 мая 1920                                                                     | 6 — круглосуточно · 6 — круглосуточно | |
| Моррисон-авеню — Саундвью |                                                                                 | эстакадная                                                                      | лок.                                                                            | 30 мая 1920                                                                     | 6 — круглосуточно · 6 — круглосуточно | |
| Элдер-авеню |                                                                                 | эстакадная                                                                      | лок.                                                                            | 30 мая 1920                                                                     | 6 — круглосуточно · 6 — круглосуточно | |
| Уитлок-авеню |                                                                                 | эстакадная                                                                      | лок.                                                                            | 30 мая 1920                                                                     | 6 — круглосуточно · 6 — круглосуточно | |
| Хантс-Пойнт-авеню | Доступность для маломобильных групп населения                                   | подземная                                                                       | все                                                                             | 17 января 1919                                                                  | 6 — круглосуточно · 6 — круглосуточно · <6> — в будни днём в пиковом направлении · <6> — в будни днём в пиковом направлении | |
| Лонгвуд-авеню |                                                                                 | подземная                                                                       | лок.                                                                            | 17 января 1919                                                                  | 6 — круглосуточно · 6 — круглосуточно | |
| Ист 149-я улица | Доступность для маломобильных групп населения                                   | подземная                                                                       | лок.                                                                            | 17 января 1919                                                                  | 6 — круглосуточно · 6 — круглосуточно | |
| Ист 143-я улица — Сент-Мэрис-стрит |                                                                                 | подземная                                                                       | лок.                                                                            | 17 января 1919                                                                  | 6 — круглосуточно · 6 — круглосуточно | |
| Сайпресс-авеню |                                                                                 | подземная                                                                       | лок.                                                                            | 17 января 1919                                                                  | 6 — круглосуточно · 6 — круглосуточно | |
| Брук-авеню |                                                                                 | подземная                                                                       | лок.                                                                            | 17 января 1919                                                                  | 6 — круглосуточно · 6 — круглосуточно | |
| Третья авеню — 138-я улица |                                                                                 | подземная                                                                       | все                                                                             | 17 января 1919                                                                  | 6 — круглосуточно · 6 — круглосуточно · <6> — в будни днём в пиковом направлении · <6> — в будни днём в пиковом направлении | |
| Линия сливается с линией Джером-авеню и продолжается как линия Лексингтон-авеню | Линия сливается с линией Джером-авеню и продолжается как линия Лексингтон-авеню | Линия сливается с линией Джером-авеню и продолжается как линия Лексингтон-авеню | Линия сливается с линией Джером-авеню и продолжается как линия Лексингтон-авеню | Линия сливается с линией Джером-авеню и продолжается как линия Лексингтон-авеню | 4 — круглосуточно · 4 — круглосуточно · 5 — круглосуточно, кроме ночи · 5 — круглосуточно, кроме ночи · 4 — круглосуточно · 4 — круглосуточно · 5 — круглосуточно, кроме ночи · 5 — круглосуточно, кроме ночи · 6 — круглосуточно · 6 — круглосуточно · <6> — в будни днём в пиковом направлении · <6> — в будни днём в пиковом направлении | 4 — круглосуточно · 4 — круглосуточно · 5 — круглосуточно, кроме ночи · 5 — круглосуточно, кроме ночи · 4 — круглосуточно · 4 — круглосуточно · 5 — круглосуточно, кроме ночи · 5 — круглосуточно, кроме ночи · 6 — круглосуточно · 6 — круглосуточно · <6> — в будни днём в пиковом направлении · <6> — в будни днём в пиковом направлении |
| БронксТоннель Лексингтон-авенюМанхэттен |                                                                                 |                                                                                 |                                                                                 |                                                                                 | | |
| |                                                                                 |                                                                                 |                                                                                 |                                                                                 | | |
| 4 — круглосуточно · 4 — круглосуточно · 5 — круглосуточно, кроме ночи · 5 — круглосуточно, кроме ночи |                                                                                 |                                                                                 |                                                                                 |                                                                                 | | |
| |                                                                                 |                                                                                 |                                                                                 |                                                                                 | | |
| 4 — круглосуточно · 4 — круглосуточно · 5 — круглосуточно, кроме ночи · 5 — круглосуточно, кроме ночи · 6 — круглосуточно · 6 — круглосуточно · <6> — в будни днём в пиковом направлении · <6> — в будни днём в пиковом направлении |                                                                                 |                                                                                 |                                                                                 |                                                                                 | | |